# Buschfeuer-Forschungszentrum
Das Bushfire Cooperative Research Centre (Bushfire & Natural Hazards CRC) ist ein Forschungszentrum in Melbourne, Australien, das sich mit Untersuchungen der sozialen, ökologischen und ökonomischen Auswirkungen der Buschfeuer befasst. Das Zentrum ist Mitglied des Cooperative Research Centres Association (CRCA) Gegründet wurde das CRC 2003 und hat ein kleines Verwaltungsbüro im Osten von Melbourne; es soll bis 2013 Forschung betreiben und Erkenntnisse zur Verfügung stellen.
Die Einrichtung stellt den Feuerwehr- und Landverwaltungsorganisationen in Australien und Neuseeland, dem Bureau of Meteorology, Commonwealth Scientific and Industrial Research Organisation (CSIRO), Attorney General’s Department und Organisationen und der Industrie, die sich mit der Feuerabwehr befassen, Wissenschaftsergebnisse und praktische Anleitungen zu Feuervermeidung und -abwehr zur Verfügung.
In der Forschung dieses Zentrums werden Erkenntnisse des Klimawandels, der Auswirkung der Demographie und vor allem auch die Erfahrung und Auswertung des katastrophalen Buschfeuers in Victoria 2009 mit 173 Opfern berücksichtigt. Das Bushfire CRC legt großen Wert auf die Vermittlung, Transfer von Wissen und Kooperation mit anderen Institutionen.